# Museo d'arte moderna e contemporanea dell'Alto Mantovano
Il Museo d'arte moderna e contemporanea dell'Alto Mantovano (MAM), riconosciuto dalla Regione Lombardia come museo regionale, è ospitato, a Gazoldo degli Ippoliti, nella prestigiosa dimora che fu dei conti Ippoliti.

## Storia e descrizione
È un museo che testimonia le vicende artistiche del Novecento mantovano e non solo. È un museo aperto alle più attuali tendenze artistiche. È un luogo ricco di storia e attento al sentire della contemporaneità, un museo specialissimo con una incredibile capacità divinatoria: le sue rassegne intercettano infatti, assai spesso, personalità forti, personalità di solito destinate a essere rivalutate oppure giovani deputati a diventare artisti prestigiosi. Il Museo è opera della caparbia volontà dei sindaci che hanno amministrato dal 1979 ad oggi la comunità gazoldese, da Francesco Zoccoli a Nicola Leoni e di centinaia di persone che, nel corso degli anni, hanno offerto tempo, impegno e donazioni. In appena quarant’anni si è così consolidata una realtà che offre oltre cinquecento opere,tra dipinti, sculture e grafica, a partire dalla seconda parte dell'Ottocento. La collezione dei dipinti è composta da importanti pittori mantovani e italiani, con una sezione speciale dedicata al Chiarismo lombardo e una sezione intitolata ad Archimede Bresciani, nativo di Gazoldo degli Ippoliti.
Ma è anche la cinquecentesca Villa Ippoliti che accoglie il visitatore e che già, solo come contenitore, affascina e seduce con la sua forte ossatura di storica dimora e con la solida geometria dei suoi ambienti. Tutto qui è incantevole, a cominciare dall’andito che taglia l’edificio, dalle scale articolate in due rampe parallele, serrate fra muri e chiuse da imbotti oblique con crociere sui pianerottoli dove si fiancheggiano le possenti figure di due monumentali statue di Ercole in armatura, di cui il primo, da una parte, ha addomesticato Cerbero, e il secondo, dall’altra, schiaccia l’Idra di Lerna. Occhieggia dunque l’arte ovunque in un mix di moderno, contemporaneo e antico.